# Draba subnivalis
Pour les articles homonymes, voir Drave des neiges.
Espèce
Synonymes
- Draba tomentosa subsp. subnivalis (Braun-Blanq.) O.Bolòs & Vigo, 1974

Draba subnivalis, la Drave des neiges, est une espèce de plantes à fleurs de la famille des Brassicaceae et du genre Draba. C'est une espèce endémique des Pyrénées.

## Habitat et écologie
C'est une espèce indicatrice de la végétation des rochers siliceux des étages subalpin et alpin des Pyrénées, des fissures, des rochers siliceux suintants des étages montagnards à alpins, des Pyrénées centro-occidentales, des rochers siliceux de l'étage alpin, à Armoise, des Pyrénées.

## Taxonomie
L'espèce est décrite par le botaniste suisse Josias Braun-Blanquet en 1945, qui la classe dans le genre Draba sous le basionyme Draba subnivalis. En 1974, les espagnols Oriol de Bolòs et Josep Vigo Bonada la considèrent comme une sous-espèce de Draba tomentosa, sous le nom trinomial Draba tomentosa subsp. subnivalis. Le nom correct reste cependant Draba subnivalis,,.
Ce taxon porte en français le noms vernaculaire ou normalisé « Drave des neiges ».